# Pratt & Whitney R-1830
Der R-1830 Twin Wasp ist ein luftgekühlter Flugmotor mit 14 Zylindern des US-amerikanischen Herstellers Pratt & Whitney. Er war nach dem R-1535 der zweite Doppelsternmotor (2 × 7 Zylinder) aus der Wasp-Motorenreihe des Unternehmens. Die Serienproduktion lief von 1932 bis 1951, wegen des großen Bedarfs im Zweiten Weltkrieg auch als Lizenzbau unter anderem bei der Chevrolet- bzw. Buick-Division von General Motors. Mit 173.618 gefertigten Exemplaren ist der R-1830 der meistgebaute Kolben-Flugmotor.

## Beschreibung
Der Viertaktmotor besitzt einen Gesamthubraum von 30,2 Litern (entspricht 1830 Kubikinch, wie aus der Typenbezeichnung abzuleiten ist). Er ist quadratisch ausgelegt, was bedeutet, dass Hub und Bohrung gleich sind (5,5 inch entspricht 139,7 mm). Der erste Lauf sowie der erste Flug fanden 1931 statt. Ab 1942 wurde eine auf 2.000 Kubikzoll vergrößerte Version als P & W R-2000  hergestellt.

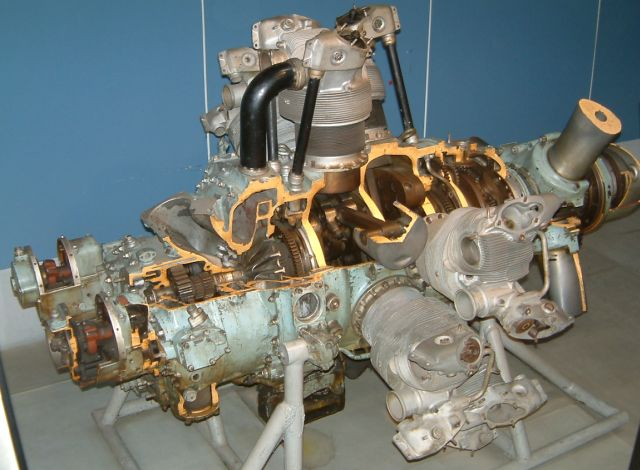
Der R-1830 TwinWasp von Pratt & Whitney (aufgeschnitten)

Um eine Maximalleistung von über 1000 PS zu erreichen, benötigt der R-1830 Twin Wasp Flugbenzin mit der höchsten Oktanzahl (Avgas 100). Er wurde in vielen Flugzeugen eingesetzt, so zum Beispiel in der Consolidated B-24 Liberator, der Martin A-22 Maryland, der Douglas DC-3 bzw. in deren Militärversionen C-47 und Dakota, der Consolidated PBY Catalina, der Consolidated PB2Y Coronado und der Grumman F4F Wildcat sowie in britischen Flugzeugen wie der Short S. 25 Sunderland und der Bristol Beaufort.
Es gab verschiedene Entwicklungsstufen:
- R-1830-64 – 900 PS (671 kW)
- R-1830-86 – 1200 PS (895 kW)
- R-1830-90C – 1350 PS (990 kW)

### Technische Daten (R-1830-86)
- Typ: luftgekühlter 14-Zylinder-Viertakt-Doppelsternmotor mit Aufladung
- Bohrung: 5,5 inch (139,7 mm)
- Hub: 5,5 inch (139,7 mm)
- Hubraum: 1830 Kubikzoll (30,2 Liter)
- Verdichtung: 6,1:1 bzw. 6,5:1 (je nach Version)
- Masse: 528–667 kg
- Leistung: 1200 PS (895 kW) bei 2400/min
- maximale Drehzahl: 2700/min
- Leistungsgewicht: 0,49 kg/PS (bei 667 kg Masse)
- Bauzeit: 1932–1951

### Variantenübersicht
- R-1830-13 – 600 PS (447 kW), 950 PS (708 kW), 1050 PS (783 kW)
- R-1830-64 – 850 PS (634 kW), 900 PS (671 kW)
- R-1830-9 – 950 PS (708 kW)
- R-1830-66 – 1000 PS (746 kW), 1050 PS (783 kW), 1200 PS (895 kW)
- R-1830-72 – 1050 PS (783 kW)
- R-1830-S1C3-G – 1050 PS (783 kW)
- R-1830-S6C3-G – 1100 PS (820 kW)
- R-1830-17 – 1200 PS (895 kW)
- R-1830-21 – 1200 PS (895 kW)
- R-1830-36 – 1200 PS (895 kW)
- R-1830-33 – 1200 PS (895 kW)
- R-1830-41 – 1200 PS (895 kW) ausgerüstet mit einem General-Electric-B-2-Abgasturbolader
- R-1830-43 – 1200 PS (895 kW)
- R-1830-49 – 1200 PS (895 kW)
- R-1830-65 – 1200 PS (895 kW)
- R-1830-76 – 1200 PS (895 kW)
- R-1830-82 – 1200 PS (895 kW)
- R-1830-86 – 1200 PS (895 kW)
- R-1830-88 – 1200 PS (895 kW)
- R-1830-90 – 1200 PS (895 kW)
- R-1830-90-B – 1200 PS (895 kW)
- R-1830-92 – 1200 PS (895 kW)
- R-1830-S3C4 – 1200 PS (895 kW)
- R-1830-S3C4-G – 1200 PS (895 kW)
- R-1830-94 – 1350 PS (1007 kW)

### Sonstiges
Wie die meisten Sternmotoren hat auch dieser Motor einen relativ großen Ölverlust und Ölverbrauch. Der Ölverlust kommt daher, dass bei abgestelltem Motor das im Kurbelgehäuse verbliebene Motoröl in den nach unten stehenden Zylindern an den Kolben vorbei in die Brennräume sickert und dann durch die Auslassventile ins Freie tropft. Im Betrieb ist ein Ölverbrauch zwischen vier und zwölf Litern pro Flugstunde nicht ungewöhnlich.